# Batolite di Kalba-Narym
Il batolite di Kalba-Narym è costituito da un gruppo di plutoni e intrusioni granitiche che si sono formati nella parte nordorientale del Kazakistan.
Il batolite risale al Permiano inferiore e fa parte della cintura orogenetica dell'Asia centrale.
Si è formato in connessione con la collisione degli antichi continenti della Siberia e della Kazakhstania, durante il Paleozoico superiore. Il fatto che il batolite sia coevo con i basalti del bacino del Tarim in Cina, indica che entrambi sono il risultato del magma formato da un comune pennacchio del mantello.
Le rocce più comuni presenti nel batolite sono granito, granodiorite e leucograniti. Le iniziali intrusioni del batolite contengono preziosi minerali grezzi che includono pegmatite ricca in litio, tantalio e niobio, come pure vene di minerali di stagno e tungsteno.

## Struttura
Il batolite di Kalba-Narym è composto dalle seguenti cinque unità:
- Complesso di Kalguty
- Complesso di Kunush
- Complesso di Kalba
- Complesso di Monastyri
- Complesso di Kaindy